# Xuan Liu
Xuan Liu (ur. 25 czerwca 1985 w Tianjin w Chinach) – zawodowa pokerzystka, która lokuję się w pierwszej 20-tce kobiet, grających w pokera z prawie 2 milionami wygranych dolarów. Jest także jedyną kobietą, która znalazła się przy finałowym stole głównego turnieju PCA.

## Edukacja
Xuan uczęszczała na University of Waterloo, uważany za kolebkę gier pokerowych na żywo, studiując, kierunki rozwoju społecznego, jak i politologię. Grała podczas studiów, rywalizując z takimi znanymi pokerzystami, jak Glen Chorny, Steve Paul i Michael McDonald.

## Kariera pokerowa
Xuan zaczęła koncentrować się na turniejach na żywo na początku 2011 roku. W Europejskim Turnieju Pokerowym San Remo, z 2011 roku zajęła trzecie miejsce. Udział w finale zapewnił jej wygraną w wysokości nieco ponad pół miliona dolarów. Był to jej pierwszy główny turniej gotówkowy w EPT.
W latach 2011–2018 Xuan czterokrotnie zarabiała ponad 100 000 dolarów w przeciągu roku.
Xuan była sponsorowana przez 888poker do 2015 roku, kiedy to jej kariera zaczęła spowalniać. Od 2010 roku zagrała w ponad 40 grach cashowych i wygrała 4 tytuły.
W maju 2025 roku wygrała $25K WPT Global Slam, zostając pierwszą kobietą, która zdobyła tytuł Triton Poker, zgarniając 860.000$.